# Hola Kitty
Hola Kitty è un singolo della cantante italiana Elettra Lamborghini, del DJ olandese Bizzey e del produttore La$$a, pubblicato il 28 maggio 2020.

## Pubblicazione
Il 27 maggio 2020 la cantante ha annunciato il singolo sui social media, rivelandone la copertina e la data di uscita prevista per il giorno successivo.

## Tracce
Testi di Elettra Lamborghini, Leo Roelandschap e Cynthia Pareja "Sky Monroe", musiche di Yves Lassally.
1. Hola Kitty – 2:24